# Lanz-Leo

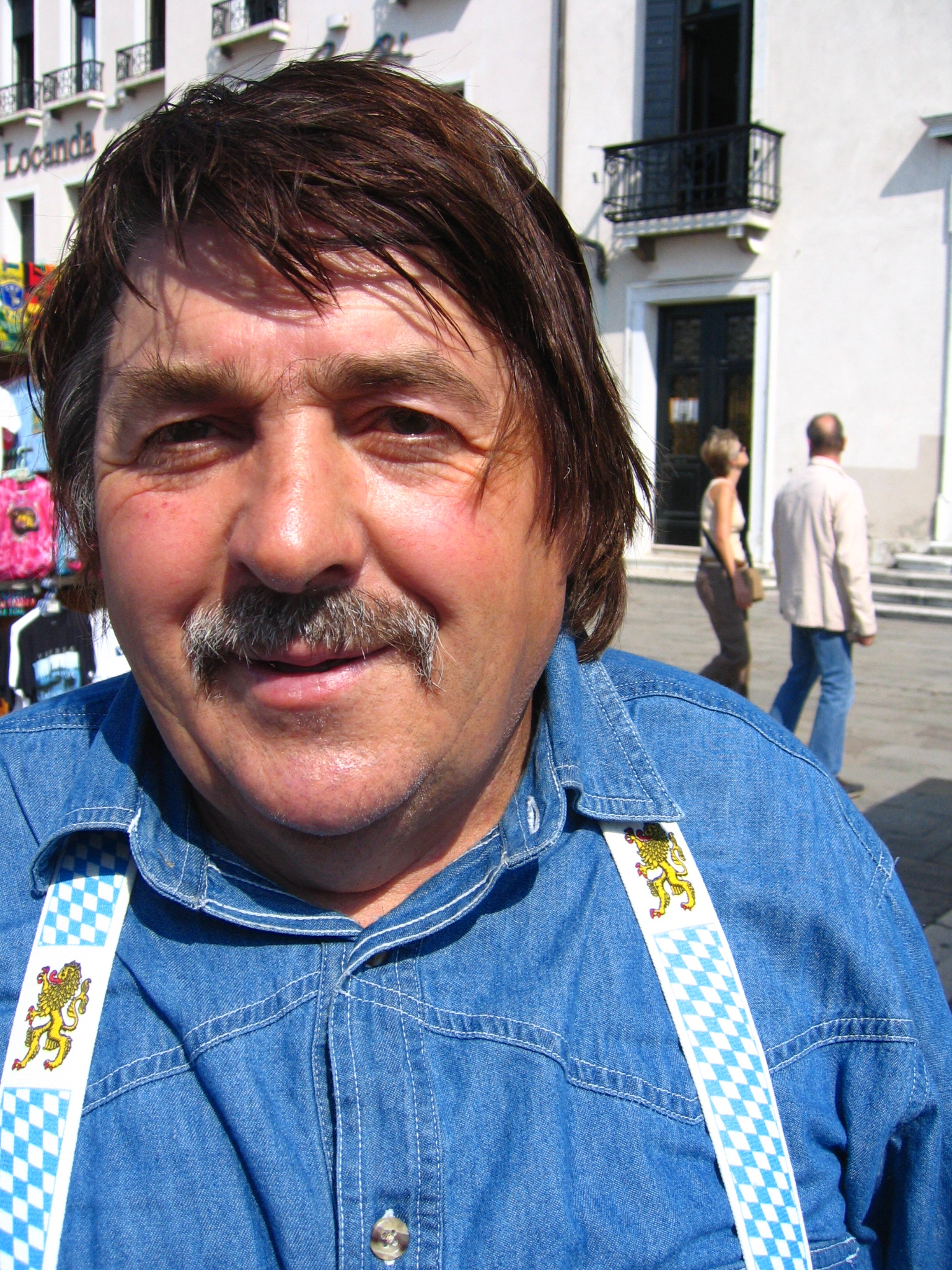
Leo Speer bei den Dreharbeiten zu Leo, Traudl & der Lanz in Venedig (2006)

Lanz-Leo, eigentlich Leonhard „Leo“ Speer (* 30. Januar 1941 in München; † 28. März 2016), war ein deutscher Traktoren- und Landwirtschaftsmaschinensammler, Landmaschinentechniker, Gründer und Betreiber des Lanz-Museums Mitterrohrbach, Veranstalter und Filmdarsteller aus Rimbach. Sein Spitzname wurde ihm in den 1970er Jahren von Fans und Sammlern aufgrund seiner Vorliebe für Landmaschinen der Heinrich Lanz AG gegeben.

## Leben
Leo Speer wuchs als Kriegs-Findelkind bei einer Pflegefamilie mit 16 Kindern auf. Bereits in der Kindheit begeisterte er sich für Dampflokomobile und Traktoren.
Im Alter von 16 Jahren erwarb er einen gebrauchten Dampftraktor und kurz darauf einen 25er Lanz Bulldog aus dem Jahr 1949. Neben seiner Tätigkeit in der Landwirtschaft transportierte er mit seinem danach erworbenen 55er Lanz Bulldog verschiedene Materialien und begann mit Handel, Reparatur und Restaurierung alter Traktoren und Dreschwagen. Gute Exemplare sammelte er. In den 1970er Jahren gehörten zu seiner damals in Nöham beheimateten Sammlung bereits drei Dampftraktoren und 25 weitere Zugmaschinen, die meisten vom Typ Lanz Bulldog. Heute befindet sich neben weiteren hinzugekommenen Exponaten auch sein erster Traktor in der Sammlung seines Landmaschinenmuseums. Von 1959 bis 1965 restaurierte er Landmaschinen im Mannheimer Museumspark der Firma Lanz und veranstaltete 1960 als einer der Ersten Landmaschinenausstellungen und -treffen.
Seit einem schweren Verkehrsunfall 1966 und dem damit einhergehenden Einsatz von Hüftgelenkprothesen litt Speer unter einer Gehbehinderung, die ihn von seiner Leidenschaft nicht abbringen konnte. Er lernte die jung verwitwete Edeltraud „Traudl“ Pickl, geborene Heller (1950–2019), kennen, die er 1989 heiratete. Mit ihr zusammen beschloss er 1980 den Erwerb eines ausreichend großen Anwesens in Mitterrohrbach für seine mittlerweile stark angewachsene Sammlung. 1990 eröffnete er dort das heutige Museum, das später erweitert wurde. Speer veranstaltete regelmäßig ein Hoffest, bei dem Busse aus ganz Deutschland anreisten. Bei der 20. Austragung 2010 kamen rund 4000 Besucher.
In Nebenrollen war Speer in einigen Kinoproduktionen mit eigenen Traktoren zu sehen. 2006 drehten Christoph Schuster und Maike Bandmann für das Bayerische Fernsehen (BR) eine fast dreistündige Doku über Speers Italienfahrt mit seiner mittlerweile von ihm geschiedenen Lebensgefährtin Traudl auf einem 45er Lanz Bulldog Baujahr 1937 vom Gut des Grafen Stauffenberg mit Wohnwagen zu einem Landmaschinen-Oldtimer-Festival im Ortsteil San Biagio von San Felice sul Panaro, die einzige Reise der beiden bis heute neben einer Hochzeitsreise nach Mannheim ins ehemalige Bulldog-Werk der Firma Lanz. Die für den Bayerischen Rundfunk produzierte Doku in vorwiegend niederbairischem Dialekt ohne hochdeutsche Untertitel erschien 2010 als dreiteilige DVD bei KNM Home Entertainment mit 21 Folgen und Bonustrack.
Lanz-Leo verstarb am Ostermontag 2016 und wurde am 31. März bestattet. Während der Beisetzung tuckerten an der Friedhofsmauer, direkt hinter seinem Grab, drei alte Lanz-Traktoren. Traktorsammler aus ganz Bayern erwiesen ihm die letzte Ehre.

## Filmografie
- 1989: Herbstmilch (Regie: Joseph Vilsmaier)
- 1991: Rama dama (Regie: Joseph Vilsmaier)
- 1993: Madame Bäurin (Regie: Franz Xaver Bogner)
- 2007: Leo, Traudl & der Lanz (mehrteilige Fernseh-Doku)
- 2013: Unser Land: Rendezvous auf dem grünen Teppich – Die Traudl vom Lanz Leo (BR-Kurz-Doku; Bericht: Christoph Schuster; auf Video)
- 2016: Nachruf: Leo, Traudl und der Lanz auf Italienreise (20 min, BR; auf Video)

## Trivia
Bei der Modellbauausstellung auf dem Frühlingsfest 2015 der Firma Haas Fertigbau wurde ein Modellnachbau des Bulldog-Gespanns gezeigt, mit dem Leo Speer und Traudl ihre Italienreise unternahmen.